# 신흥역 (신흥)
신흥역(新興驛)은 조선민주주의인민공화국 함경남도 신흥군 신흥읍에 위치한 신흥선의 철도역이다. 본 역에서 표준궤 구간이 끝나고 협궤 구간이 시작된다. 일제 강점기에는 일본에 위치한 신코 역과 한자가 같아 함남신흥역으로 불렸다.